# Norfolk
Norfolk ([ˈnɔːfək]) ist eine Grafschaft (county) in Großbritannien in East Anglia im Osten von England. Norfolk grenzt an die Grafschaften Lincolnshire und Cambridgeshire im Westen und Südwesten und Suffolk im Süden. Das Gebiet wird im Norden und Osten von der Nordsee begrenzt. Daneben besteht zwischen den Grafschaften Norfolk und Lincolnshire ein Gebiet von Salzmarschen, genannt The Wash. Die Angeln, nach denen East Anglia und England selbst benannt wurden, siedelten hier seit dem fünften nachchristlichen Jahrhundert und wurden später zu dem north folk (den „nördlichen Leuten“) und dem south folk (den „südlichen Leuten“). Daraus entstanden „Norfolk“ und „Suffolk“.
Die Hauptstadt und Verwaltungssitz ist Norwich. Andere größere Städte sind King’s Lynn und Great Yarmouth.

## Geschichte
In vorrömischer Zeit war insbesondere der höher gelegene Teil des heutigen Norfolk besiedelt. Dort gibt es große Feuerstein-Vorkommen. Die ältesten Artefakte sind über 600.000 Jahre alt; Bergbau ist seit über 4000 Jahren belegt. In der Bronzezeit war die Region ein Zentrum der Metallverarbeitung. Schon in keltischer Zeit war das heutige Norwich ein bedeutender Ort. Nach der römischen Eroberung revoltierten die keltischen Icener gegen die Besatzer in den Jahren 47 und 60/61 n. Chr. Wie in Suffolk wurde die Küste durch eine Kette römischer Kastelle (z. B. Burgh Castle und Caister Castle im Tal des Waveney) geschützt, die 367 von Sachsen, Pikten und Schotten erobert wurden. Im 5. Jahrhundert fielen die Angeln ein, siedelten entlang der Flüsse und gründeten das Königreich East Anglia, das auch Suffolk und benachbarte Ländereien umfasste. Seit dem 9. Jahrhundert kam es zu Einfällen der Wikinger, die 1004 Norwich und Thetford zerstörten. Sie waren es auch, die die fruchtbaren Marschregionen dichter besiedelten und Siedlungen mit Ortsnamen auf -by wie Billockby oder Scratby gründeten; die Küste blieb jedoch von Einbrüchen des Meeres bedroht. Nach der normannischen Eroberung wurden auf den Mauern der alten Römerkastelle oder eisenzeitlicher Burgwälle (wie im Fall von Thetford Castle) Motten errichtet.

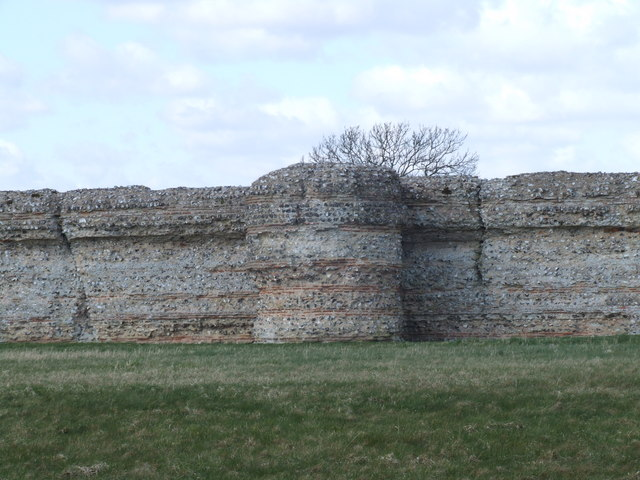
Ruinen von Burgh Castle

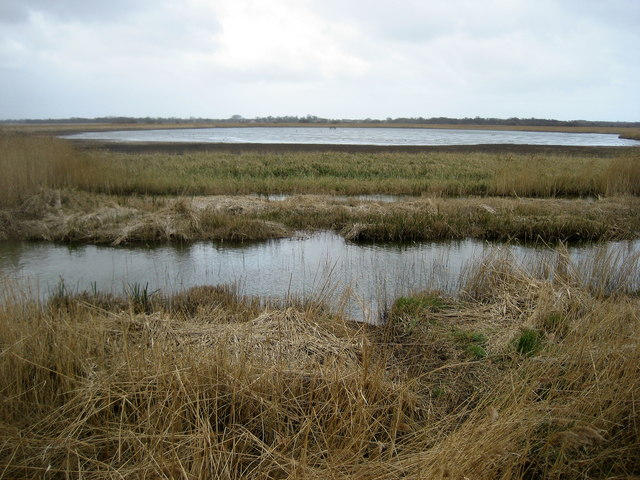
Moorlandschaft Hickling Broad: Exzessiver Torfabbau im Mittelalter führte zum Wassereinbruch

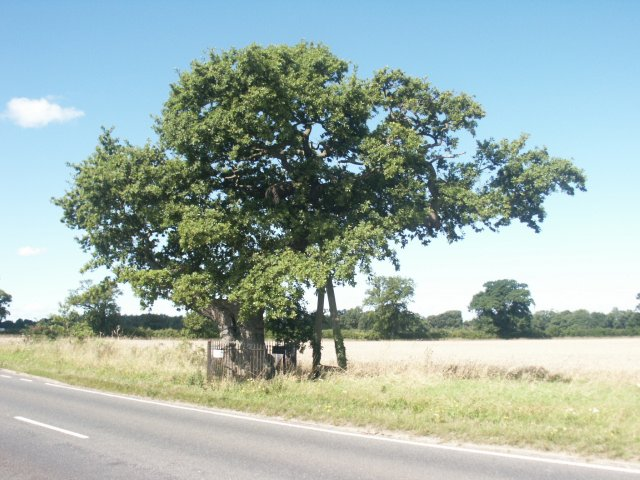
Ketts Eiche in Hethersett: Unter diesem Baum soll Robert Kett 1549 den Aufstand ausgerufen haben.

Im Mittelalter entwickelte sich die Wollverarbeitung, die durch den Export der Wolle des Norfolk Horn-Schafs auf den Kontinent zu großem Wohlstand und zur Gründung zahlreicher Kirchen führte, bis 1349 die Pest die Region teilweise entvölkerte. 1549 führte Robert Kett einen Bauernaufstand gegen die Verwandlung der Allmende in staatliches oder Privateigentum und die Vertreibung von Kleinpächtern an und eroberte Norwich, damals die zweitgrößte Stadt Englands. 1579 und 1665 wurde Norfolk erneut von Pestepidemien betroffen. In der Folge blieb die Region dünn besiedelt und landwirtschaftlich geprägt. Während der Sturmflut 1953 kam es zu Küstenabbrüchen. Ein Teil der Küstenlinie muss infolge des Anstiegs des Meeresspiegels trotz intensivierten Küstenschutzes künftig wohl aufgegeben werden. Auch das Bacton Gas Terminal bei North Walsham ist von der Küstenerosion bedroht.

## Städte und Orte
- Acle, Attleborough, Aylsham
- Bacton, Banham, Beeston, Belton, Berney Arms, Blakeney, Bradenham, Brancaster, Bressingham, Briston, Brooke, Brundall, Burgh Castle, Burnham Thorpe, Burnham Market, Buxton
- Caister-on-Sea, Castle Acre, Chedgrave, Clenchwarton, Cley next the Sea, Cockley Cley, Coltishall, Cromer
- Denver, Dereham, Dersingham, Dilham, Diss, Downham Market
- East Ruston
- Fakenham, Filby, Fincham
- Gorleston-on-Sea, Great Massingham, Great Yarmouth
- Halvergate, Hanworth, Happisburgh, Heacham, Hemsby, Hethersett, Hilgay, Holkham, Holme-next-the-Sea, Holt, Hopton, Horning, Horsey, Hoveton, Hunstanton
- Ingoldisthorpe
- Langham, Loddon, Ludham
- Merton, Middleton, Morston, Morton, Mundesley
- New Houghton, Norwich, North Walsham, Northrepps
- Ormesby St. Magaret, Oulton, Overstrand, Ovington, Oxborough
- Paston, Potter Heigham
- Redenhall with Harleston, Reedham, Reepham
- Salthouse, Sandringham, Sea Palling, Sedgeford, Sheringham, Smallburgh, Snettisham, Stalham, Stiffkey, Stoke Ferry, Stokesby, Sutton, Swaffham, Swafield
- Terrington St. Clement, Thetford, Thornham, Thorpe Market, Thorpe St Andrew, Thurne, Trunch
- Upton
- Watton, Waxham, Walsingham, Wells-next-the-Sea, Welney, Weybourne, Wighton, Winterton-on-Sea, Wiveton, Woodbastwick, Worstead, Wroxham, Wymondham

## Sehenswürdigkeiten
- Banham Zoo (20 ha), 1968 gegründet
- Berney Arms Windmill
- Binham Priory
- Blakeney Point, Naturreservat in Blakeney
- Blickling Hall
- Brancaster Beach
- Burgh Castle
- Caister Castle
- Castle Acre
- Castle Rising Castle bei King’s Lynn (12. Jahrhundert)
- Cromer Beach
- Felbrigg Hall, Herrenhaus aus dem 17. Jahrhundert nahe Cromer
- Great Yarmouth Beach
- Grimes Graves an der Grenze zu Suffolk, die größte Feuersteinmine der Britischen Inseln
- Happisburgh Beach
- Happisburgh Lighthouse
- Holkham Beach
- Holkham Hall
- Horsey Beach, bekannt für Seehunde
- Norfolk Broads, eine eindrucksvolle Landschaft und Teil des Broads National Park.
- Norfolk Lavender, Lavendelfeld in Heacham
- Norwich Castle
- Norwich Cathedral, (12. Jahrhundert) mit Kreuzgang
- Oswald House
- Oxburgh Hall, Herrenhaus aus dem 15. Jahrhundert in Oxborough
- Sandringham House, Landsitz der britischen Königsfamilie (Schloss und Gärten sind zu besichtigen)
- St. Benet’s Abbey
- Thurne Windmill
- Walsingham Abbey
- Weybourne Beach
- Wymondham Abbey

Daneben durchziehen mehrere Wanderwege die Gegend.

## Kulinarische Spezialitäten
- Senf(pulver) von der Marke Colman’s

## Politik

### Stadtrat
- Greens: 4
- Labour: 10
- LibDem: 11
- Cons.: 54
- Unabh.: 5
- Sonst.: 0

Nächste Wahl: 7. Mai 2026

## Persönlichkeiten
- Horatio Nelson, 1. Viscount Nelson (1758–1805), Admiral, geboren in Burnham Thorpe

## Söhne und Töchter der Grafschaft
- Charles Cunningham Boycott (1832–1897), Gutsverwalter in Irland und Captain der Britischen Armee
- Martin Brundle (* 1959), Autorennfahrer
- Harriet Sophia Cobb (1846–1929), Fotografin und Mitglied der Women’s Christian Temperance Union New Zealand
- Caroline Cossey (* 1954), transsexuelles Model und Schauspielerin
- James Dyson (* 1947), Ingenieur
- Rupert Everett (* 1959), Schauspieler
- Nathan Fake (* 1983), britischer Produzent von elektronischer Musik
- Sir Roy F. Harrod (1900–1978), Ökonom
- Oliver Le Neve (1662 – 1711), Landjunker und Duellant
- John Lindley (1799–1865), Botaniker
- Roger Taylor (* 1949), Schlagzeuger der Rockband „Queen“
- Beth Orton (* 1970), Musikerin
- Mal Peet (1947–2015), Kinder- und Jugendbuchautor
- Olav V. (1903–1991), König von Norwegen
- Jonathan Raban (1942–2023), Schriftsteller
- Miranda Raison (* 1977), britische Schauspielerin
- Hannah Spearritt (* 1981), Sängerin und Schauspielerin
- Sigala (* 1989 oder 1992), DJ und Produzent